# Пауве, Патрик
Патрик Пауве (нидерл. Patrick Paauwe; род. 27 декабря 1975, Дронтен) — нидерландский футболист, защитник и полузащитник, игрок сборной Нидерландов. Старший брат футбольного вратаря Кеса Пауве.

## Карьера

### Клубная
Первые свои два сезона на взрослом (1993/94 и 1994/95) уровне Патрик провёл в ПСВ, где появлялся на поле лишь по разу за чемпионат, в обоих из которых команда становилась третьей. В сезоне 1995/96 выступал за «Де Графсхап», финишировавший 14-м в Эредивизи, следующие два сезоне в середняке лиги — «Фортуне» из Ситтарда.
С сезона 1998/99 начался самый продолжительный этап в карьере Пауве — выступления за «Фейеноорд». С роттердамцами он выиграл Кубок УЕФА 2001/02, чемпионат страны 1998/99 и Суперкубок 1999 года, где решающим стал его гол со штрафного. Также отметился автоголом в матче за Суперкубок УЕФА 2002 года против клуба «Реал Мадрид», который был проигран (1:3).
В сезоне 2006/07 Патрик перешёл во французский «Валансьен» — клуб, тогда только что вышедший в Ligue 1 и остановившийся в шаге от вылета. Два следующих сезона голландец провёл в мёнхенгладбахской «Боруссии», где был вице-капитаном. В сезоне 2007/08 клуб одержал победу во Второй Бундеслиге, а в сезоне 2008/09 финишировал в одном очке от зоны вылета.
Последней командой Патрика стал «ВВВ-Венло» — один из аутсайдеров Эредивизи. 31 января 2011 года футболист заявил о завершении карьеры

### В сборной
В 2000—2002 годах провёл 5 встреч за сборную Нидерландов.

## Статистика

### Матчи Пауве за сборную Нидерландов
| Матчи Пауве за сборную Нидерландов | Матчи Пауве за сборную Нидерландов | Матчи Пауве за сборную Нидерландов | Матчи Пауве за сборную Нидерландов | Матчи Пауве за сборную Нидерландов | Матчи Пауве за сборную Нидерландов |
| ---------------------------------- | ---------------------------------- | ---------------------------------- | ---------------------------------- | ---------------------------------- | ---------------------------------- |
| №                                  | Дата                               | Соперник                           | Счёт                               | Голы Пауве                         | Соревнование                       |
| 1                                  | 15 ноября 2000                     | Испания                            | 2:1                                | —                                  | Товарищеский матч                  |
| 2                                  | 24 марта 2001                      | Андорра                            | 5:0                                | —                                  | Чемпионат мира 2002 (отбор)        |
| 3                                  | 2 июня 2001                        | Эстония                            | 4:2                                | —                                  | Чемпионат мира 2002 (отбор)        |
| 4                                  | 13 февраля 2002                    | Англия                             | 1:1                                | —                                  | Товарищеский матч                  |
| 5                                  | 27 марта 2002                      | Испания                            | 1:0                                | —                                  | Товарищеский матч                  |

Итого: 5 матчей / 0 голов; 4 победы, 1 ничья, 0 поражений.

## Достижения

### Командные
Как игрока ПСВ:
- Чемпионат Нидерландов:
  - Третье место: 1993/94, 1994/95

Как игрока «Фейеноорда»:
- Суперкубок УЕФА:
  - Серебряный призёр: 2002
- Кубок УЕФА:
  - Победитель: 2001/02
- Суперкубок Нидерландов:
  - Победитель: 1999
- Чемпионат Нидерландов:
  - Чемпион: 1998/99
  - Второе место: 2000/01
  - Третье место: 1999/2000, 2001/02, 2002/03, 2003/04, 2005/06
- Кубок Нидерландов:
  - Финалист: 2002/03

Как игрока мёнхенгладбахской «Боруссии»:
- Вторая Бундеслига:
  - Чемпион: 2007/08 (выход в Бундеслигу)